# Cetomimiformes
Ce taxon est aujourd'hui obsolète.
Ordre
Les Cetomimiformes sont un ordre de poissons téléostéens marins désormais considéré comme invalide. 

## Systématique
Les Cetomimiformes sont un ordre invalide et les espèces rangées dans les deux familles qui y étaient associées (Megalomycteridae et Mirapinnidae) sont désormais classées dans la famille des Cetomimidae (ordre des Beryciformes).
De fait, l'étude réalisée par G. David Johnson (d) et al. en 2009 montre que « Sur la base de la morphologie et des données de séquences mitogénomiques […] les poissons actuellement assignés à trois familles aux morphologies très différentes, Mirapinnidae (tapetails), Megalomycteridae (poissons à gros nez) et Cetomimidae (poissons-baleines), sont respectivement des larves, des mâles et des femelles d'une seule et même famille, les Cetomimidae ».

## Étymologie
Selon Fishbase, le nom proviendrait du grec « ketos » = baleine, monstre marin + du grec « mimos » = imitateur, imitatif + du latin « forma » = forme. Le suffixe -formes est habituellement celui utilisé pour les ordres de poissons.